# Won't Stand Down
Won't Stand Down is een single van de Engelse rockband Muse. De single werd op 13 januari 2022 wereldwijd uitgebracht. Het is de eerste single van Will of the People, het negende studioalbum dat nog niet was verschenen op het moment dat de single werd uitgebracht. Alle drie de bandleden van Muse - zanger Matthew Bellamy, bassist Chris Wolstenholme en drummer Dominic Howard namen de productie van de single op zich met ondersteuning door mede-producer Aleks Von Korff. De single wordt gekenmerkt door een sterke hardrock-invloed.
In een interview legde zanger Bellamy uit dat 'Won't Stand Down' een lied is over het niet toegeven aan pesters op school, werk of ergens anders : Won't Stand Down' is a song about standing your ground against bullies, whether that be on the playground, at work or anywhere. Protecting yourself from coercion and sociopathic manipulation and to face adversity with strength, confidence and aggression.